# Красные горы (Урал)
Кра́сные го́ры — горный массив Бунарского хребта Среднего Урала, расположенный в Горнозаводском округе Свердловской области России.

## Название
Точные сведения о происхождении названия Красных гор неизвестны. Существует несколько версий, как появилось данное наименование. По одной версии, на горах были найдены залежи медной руды. По другой, здесь нашли залежи красной глины. Третья версия гласит, что во время заходящего солнца горы окрашиваются в красный цвет.
Существуют и народные предания о происхождении названия Красных гор. Одно из них гласит, что ранее горы были жертвенным местом и здесь пролилось много крови. Довольно необычной является и другое поверье: юноша страдал от неразделённой любви и вырвал себе сердце, которое окрасило горы багряным цветом.

## География
Красные горы расположены в лесистой части Урала, на Бунарском хребте, протянувшемся с севера на юг. Массив находится между двумя соседними вершинами сего горного хребта: Бунаром (на севере) и Перевалом (на юге). Сами Красные горы вытянуты с запада на восток на несколько километров с высотами примерно 500—600 метров, а также с небольшим выступом, обращённым на юг — самой высокой горой Красной. Горный массив продолжается на восток и северо-восток и фактически достигает вершины Караульной горы.
В горах берут свои истоки мелкие реки — правые притоки Тагила: Бунар (начинается на северном склоне массива) и Каменка (начинается на южном склоне). На восточных склонах Красных гор и соседних вершин начинаются мелкие водотоки речного бассейна Нейвы, например: безымянные левые притоки Бунарки и других речек.
Горный массив сложен из серпентина, дунита и гранита. В мелких ручьях и реках, стекающих с гор, по руслу встречается рассыпчатое золото.
Красные горы находятся в подзоне южной тайги. Их вершины, склоны и предгорья покрыты хвойным лесом. В основном здесь преобладают сосны. Леса гор и их окрестностей известны как место обитания волков, медведей, зайцев, глухарей, рябчиков, куниц, тетеревов и белок.
Через Красные горы проходит граница между двумя административно-территориальными единицами Свердловской области: городом Кировградом и ЗАТО городом Новоуральском. Данный рубеж лёг в основу границ между двумя муниципальными образованиями: муниципальным округом Верхний Тагил и Новоуральским городским округом.